# Axinopalpus vittatus
Axinopalpus vittatus är en skalbaggsart som beskrevs av Hatch. Axinopalpus vittatus ingår i släktet Axinopalpus och familjen jordlöpare. Inga underarter finns listade i Catalogue of Life.